# PRRG4
PRRG4 (англ. Proline rich and Gla domain 4) – білок, який кодується однойменним геном, розташованим у людей на 11-й хромосомі. Довжина поліпептидного ланцюга білка становить 226 амінокислот, а молекулярна маса — 25 403.
| 10         |  | 20         |  | 30         |  | 40         |  | 50         |
| ---------- |  | ---------- |  | ---------- |  | ---------- |  | ---------- |
| MFTLLVLLSQ |  | LPTVTLGFPH |  | CARGPKASKH |  | AGEEVFTSKE |  | EANFFIHRRL |
| LYNRFDLELF |  | TPGNLERECN |  | EELCNYEEAR |  | EIFVDEDKTI |  | AFWQEYSAKG |
| PTTKSDGNRE |  | KIDVMGLLTG |  | LIAAGVFLVI |  | FGLLGYYLCI |  | TKCNRLQHPC |
| SSAVYERGRH |  | TPSIIFRRPE |  | EAALSPLPPS |  | VEDAGLPSYE |  | QAVALTRKHS |
| VSPPPPYPGH |  | TKGFRVFKKS |  | MSLPSH     |  |            |  |            |

A: Аланін

C: Цистеїн

D: Аспарагінова кислота

E: Глутамінова кислота

F: Фенілаланін

G: Гліцин

H: Гістидин

I: Ізолейцин

K: Лізин

L: Лейцин

M: Метіонін

N: Аспарагін

P: Пролін

Q: Глутамін

R: Аргінін

S: Серин

T: Треонін

V: Валін

W: Триптофан

Кодований геном білок за функцією належить до фосфопротеїнів. 
Локалізований у мембрані.